# 1925 Franklin-Adams
1925 Franklin-Adams è un asteroide della fascia principale. Scoperto nel 1934, presenta un'orbita caratterizzata da un semiasse maggiore pari a 2,5526426 au e da un'eccentricità di 0,1753579, inclinata di 7,73679° rispetto all'eclittica.
L'asteroide è dedicato all'astronomo amatoriale britannico John Franklin-Adams cui è dedicato anche 982 Franklina.